# 林蒼生
林蒼生（1943年6月18日—），為臺灣企業家，曾為統一企業的總裁、三三會副會長。

## 生平
1966年從國立成功大學的電機工程學系畢業後，在1968年便進入了統一企業工作，先後歷經了食品部經理、台北分公司經理、企劃部經理、副總經理，執行副總等職務。
而在1989年就任公司總經理一職，於2003年7月1日升任為統一企業集團的總裁，2013年6月25日退休。

## 經歷
- 統一企業麵包部課長
- 統一企業採購部課長
- 統一企業食品部副理
- 統一企業管理群協理
- 統一企業企畫部經理
- 統一企業財務部經理
- 統一企業財務部副總經理
- 統一企業執行副總經理
- 統一企業總經理 (1989年 - 2003年)
- 統一企業總裁（2003年7月1日 - 2013年6月25日）